# 飞梭

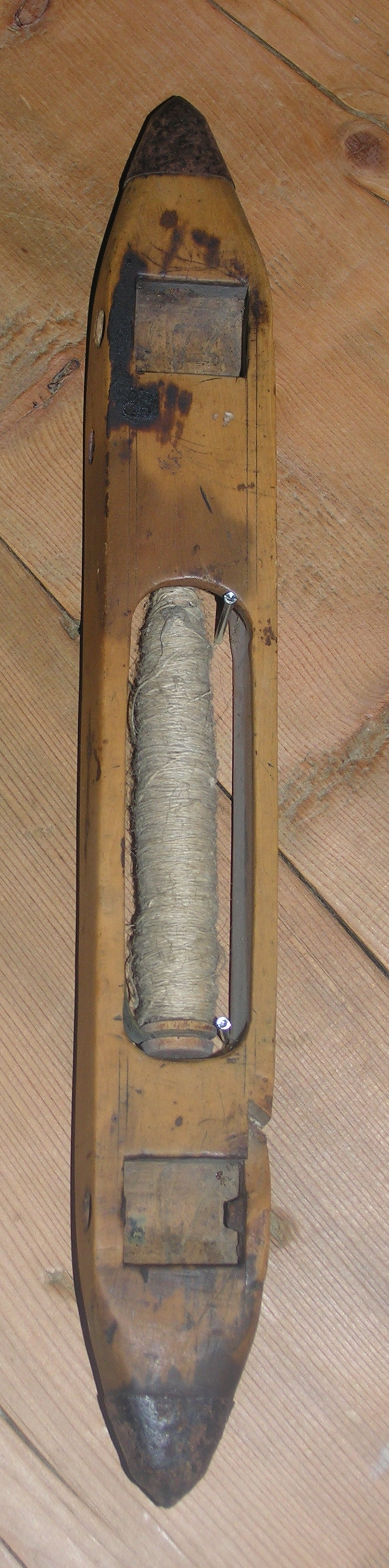
飛梭

飞梭（英語：Flying shuttle），是工业革命早期纺织工业化中的一个关键发明，它使得一个纺织工人可以纺织更宽的布，并可实现机械化。英国发明家约翰·凯（John Kay）于1733年发明飞梭，使得之前手工纺织大大加快，并节约了一半的劳动力。